# لايم (كونيتيكت)
لايم (بالإنجليزية: Lyme, Connecticut)‏ هي بلدة أمريكية تقع في الولايات المتحدة في مقاطعة نيو لندن. يقدر عدد سكانها بـ 2,406 نسمة ومساحتها 89.4 كم2 ووترتفع عن سطح البحر 8 متر.

## أعلام
- جوشوا بيكر
- جوان بينيت
- صموئيل هولدن بارسونز
- هيو ديهافن
- روبرت موليغان
- والتر تشادويك نويز
- ويتفيلد كوك
- أنسل ستيرلينغ
- ألين تاكر
- إرنست كاشينج ريتشاردسون
- هاري هولتزمان
- ميكاه ستيرلينغ